# Blechnum eburneum
Blechnum eburneum är en kambräkenväxtart som beskrevs av Christ. Blechnum eburneum ingår i släktet Blechnum och familjen Blechnaceae. Inga underarter finns listade.